# Lijst van Kinosternidae
Onderstaand een lijst van alle soorten modder- en muskusschildpadden of Kinosternidae. Er zijn 25 verschillende soorten die verdeeld worden in vier geslachten. Het geslacht Claudius is monotypisch en wordt slechts door een enkele soort vertegenwoordigd. De lijst is gebaseerd op de Reptile Database.
- Soort Claudius angustatus
- Soort Kinosternon acutum
- Soort Kinosternon alamosae
- Soort Kinosternon angustipons
- Soort Kinosternon arizonense
- Soort Kinosternon baurii
- Soort Kinosternon chimalhuaca
- Soort Kinosternon creaseri
- Soort Kinosternon dunni
- Soort Kinosternon durangoense
- Soort Kinosternon flavescens
- Soort Kinosternon herrerai
- Soort Kinosternon hirtipes
- Soort Kinosternon integrum
- Soort Kinosternon leucostomum
- Soort Kinosternon oaxacae
- Soort Kinosternon scorpioides
- Soort Kinosternon sonoriense
- Soort Kinosternon subrubrum
- Soort Staurotypus salvinii
- Soort Staurotypus triporcatus
- Soort Sternotherus carinatus
- Soort Sternotherus depressus
- Soort Sternotherus minor
- Soort Sternotherus odoratus